# 正大食品
正大食品（英語：Charoen Pokphand Foods）是一家泰国农业和食品公司，隶属于正大集团旗下。

## 历史

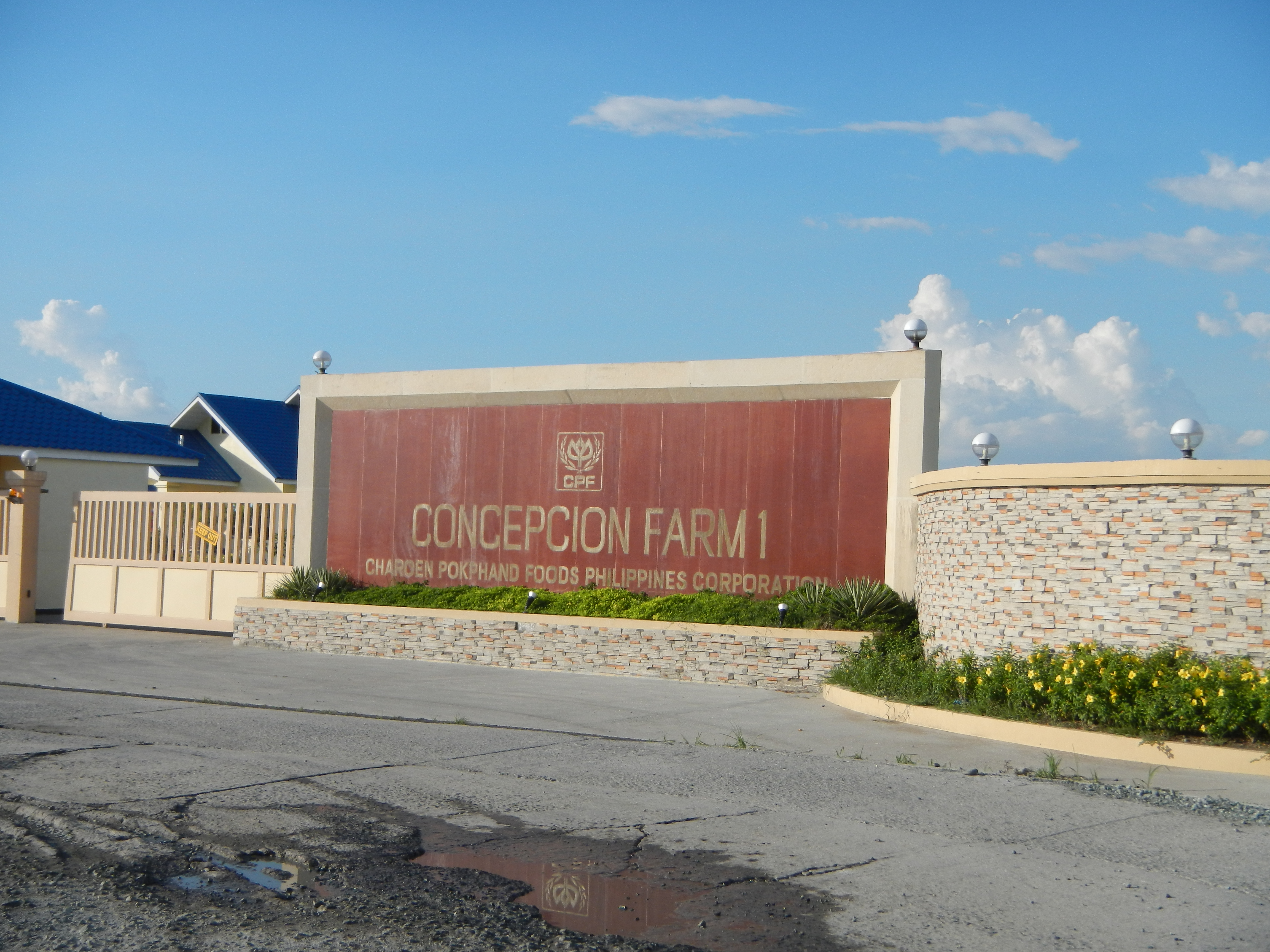
菲律宾工厂

1978年由谢国民建立，总部位于泰国曼谷。主要生产包含鸡蛋、禽肉、猪肉、水产等类别的生鲜食品、加工食品、熟食食品和罐头食品。1987年12月21日在泰國證券交易所挂牌上市。